# Holden WB
Holden WB — серия автомобилей, выпускавшихся с 1980 по 1985 год австралийской компанией Holden. Являются фейслифтингом Holden HZ. 

## Описание
Серия Holden WB начала выпускаться в апреле 1980 года. Модельный ряд состоял из купе, фургонов и шасси. Модели панельных фургонов Kingswood, Sandman Utility и Sandman не были перенесены из коммерческого ассортимента GHZ. Таким образом, линейка WB состояла из:
- Holden (ют и фургон);
- Holden Kingswood (ют);
- Holden One Tonner (шасси).

Kingswood имел чёрную радиаторную решётку и прямоугольные фары, в то время как другие модели имели разделённую радиаторную решётку с круглыми фарами. В августе 1980 года автомобили были обновлены.
Планы по выпуску седана и универсала Holden WB достигли продвинутой стадии, но в конечном итоге не были реализованы. Эти варианты дополнили бы новые модели Holden Commodore на рынке семейных автомобилей.

### Statesman
Линейка роскошных седанов Statesman WB с длинной колёсной базой, разработанная подразделением General Motors-Holden параллельно с серией Holden WB, была представлена в мае 1980 года. Как и их предшественники Statesman HON, две модели в линейке Statesman WB, de Ville и Caprice, продавались как «Statesman», а не как «Holden».

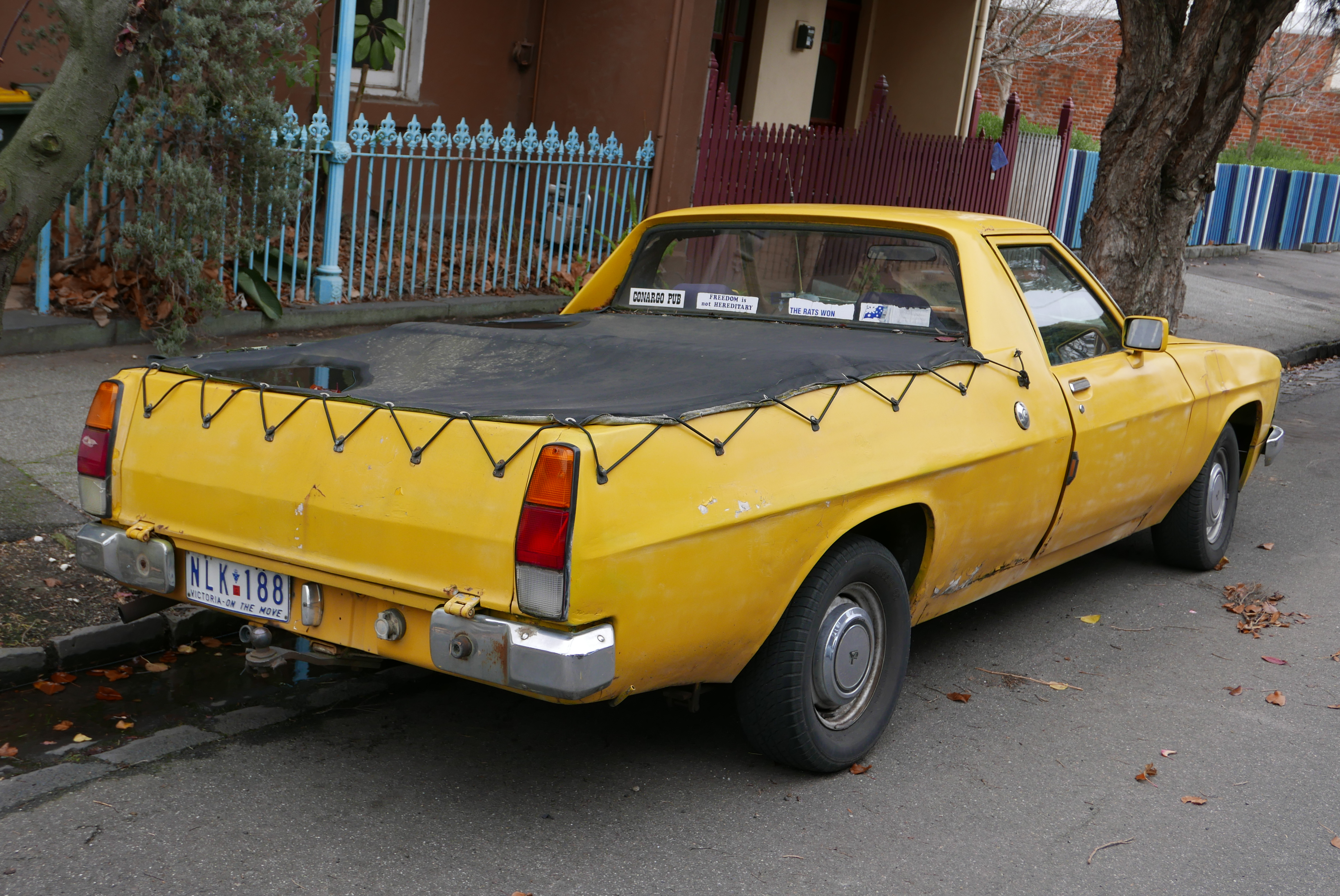
Holden WB (ют)
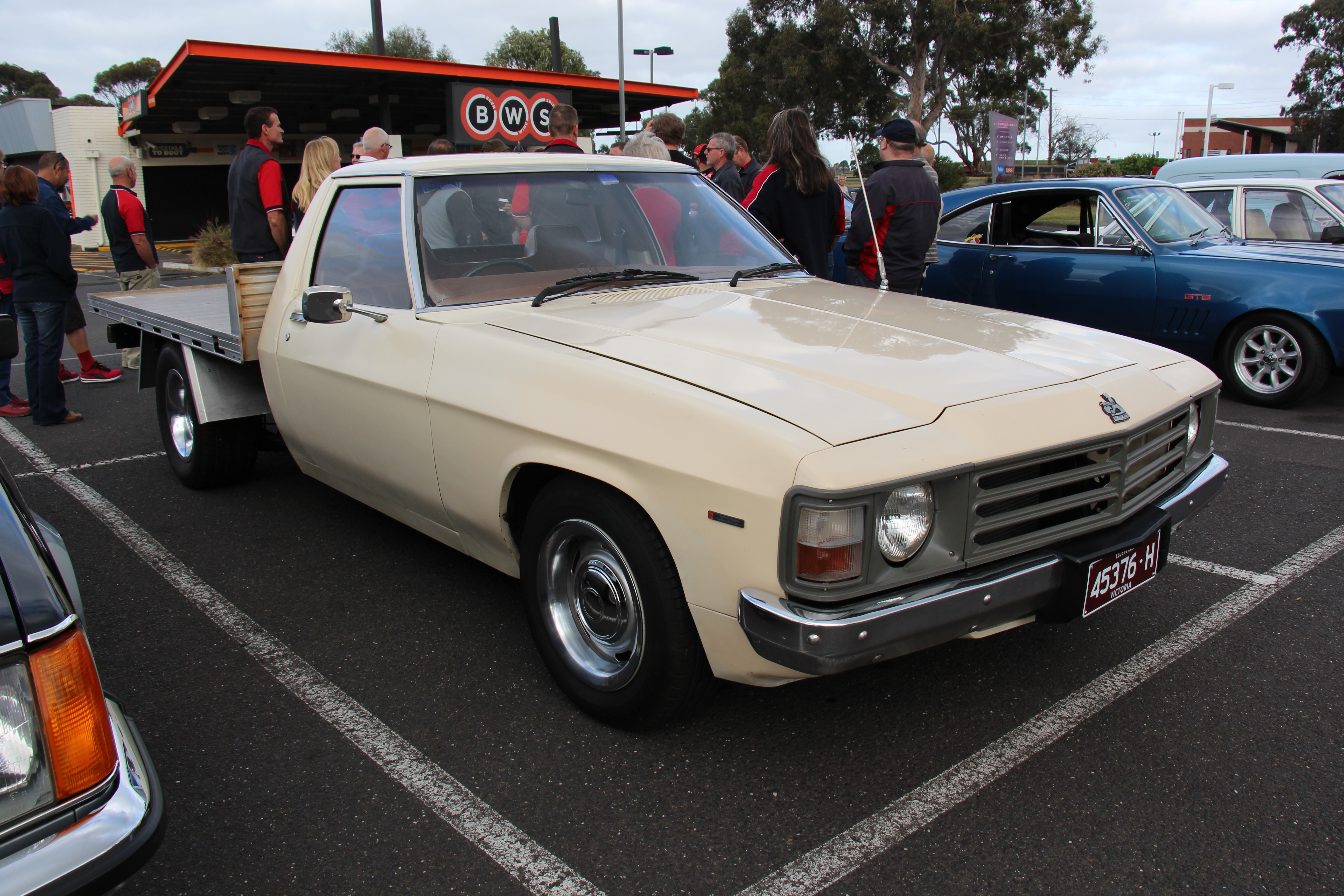
Holden One Tonner (WB)
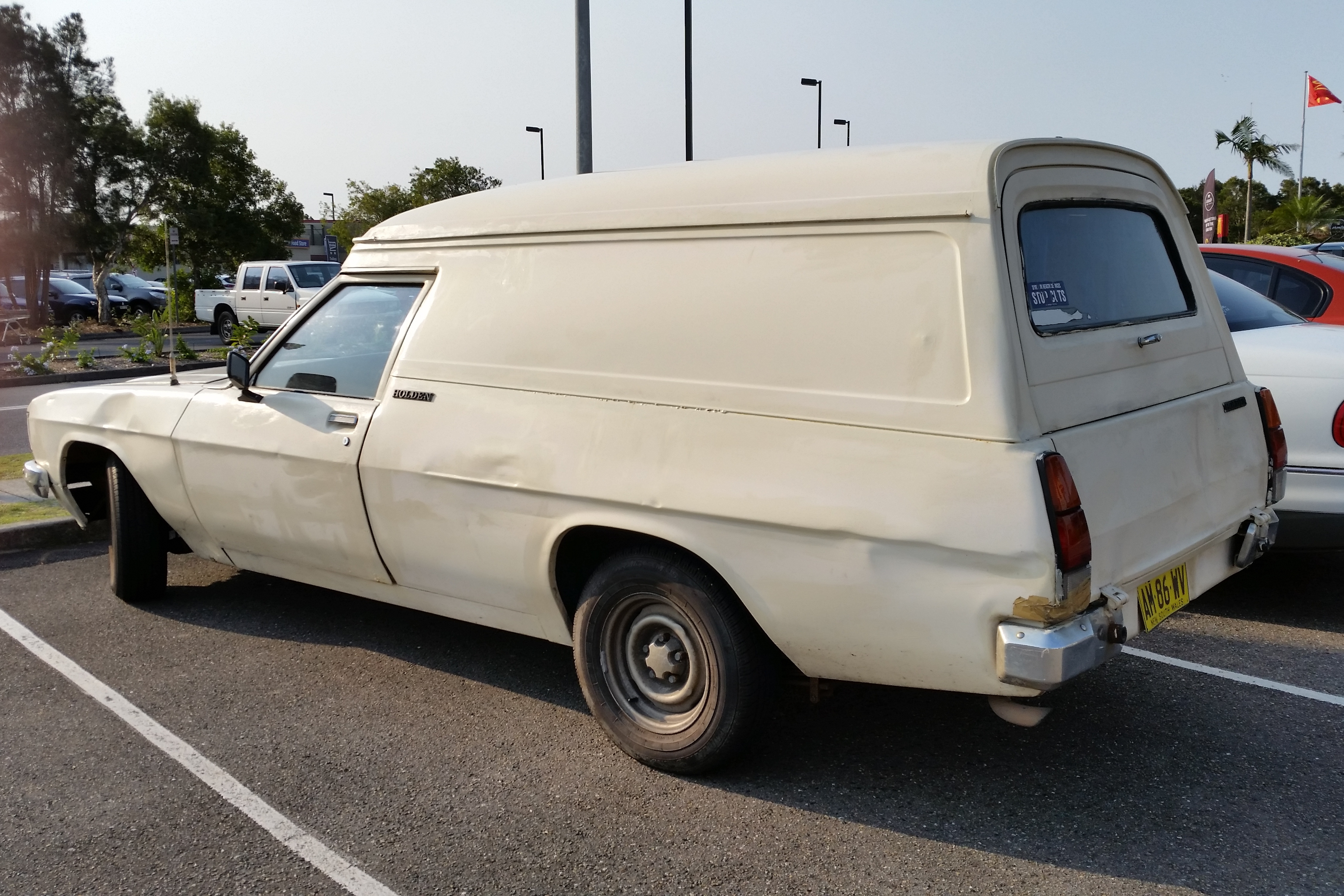
Holden WB (панельный фургон)
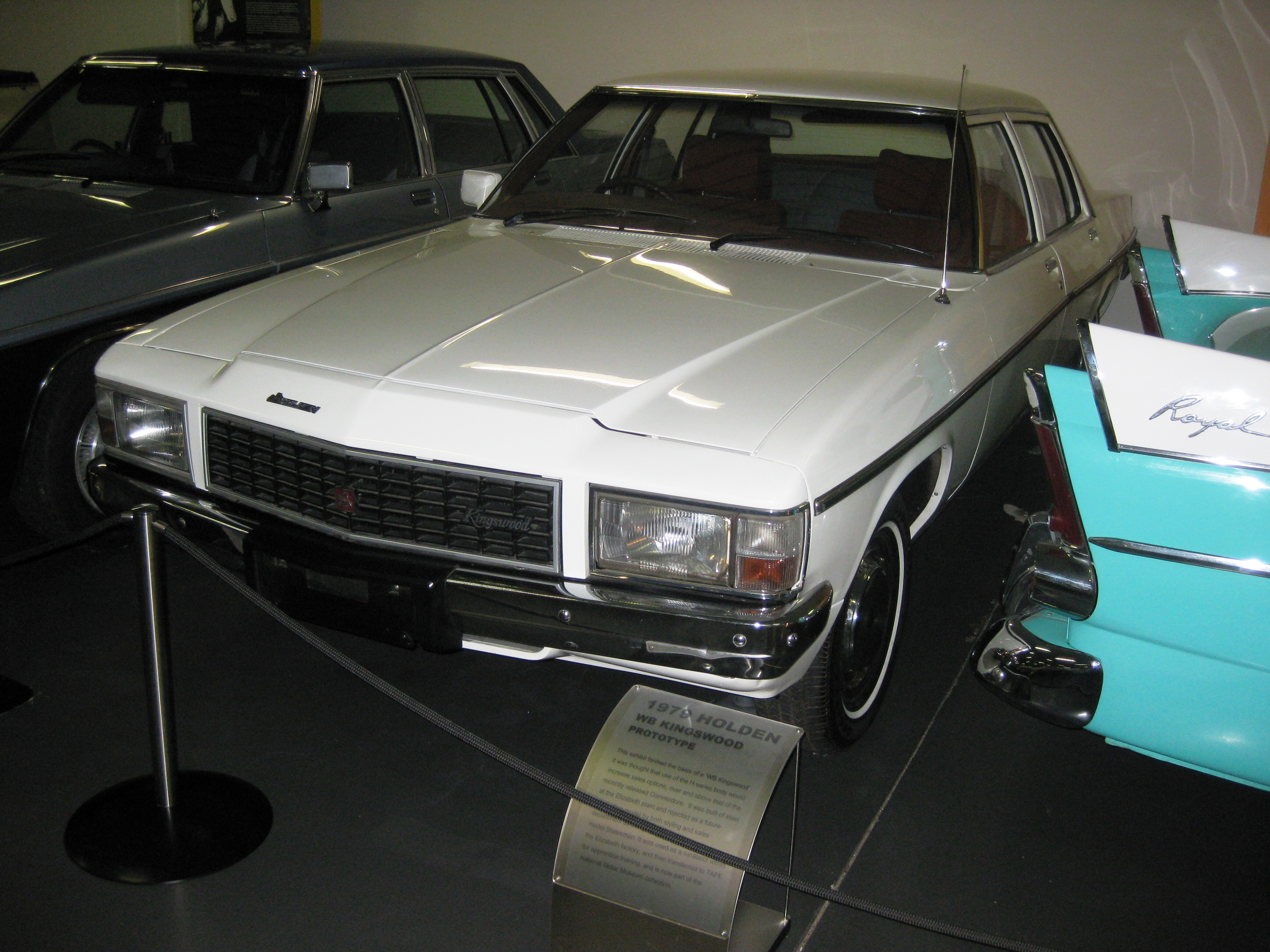
1979 Holden Kingswood (седан)

## Технические характеристики
Holden WB оснащён 3,3-литровым шестицилиндровым, либо же 4,2-литровым восьмицилиндровым двигателем (опционально). Также имелись варианты с 5,0-литровым двигателем V8.

## Производство
Серия WB была снята с производства в начале 1985 года. Производство Holden WB и родственных моделей Statesman WB составило 60231 автомобиль.